# Vạn Phái
Vạn Phái là một xã thuộc thành phố Phổ Yên, tỉnh Thái Nguyên, Việt Nam.

## Địa lý
Xã Vạn Phái nằm gần trung tâm thành phố Phổ Yên, có sông Công chảy men theo phía đông bắc và phía đông, có vị trí địa lý:
- Phía đông giáp phường Nam Tiến và phường Trung Thành
- Phía tây giáp xã Thành Công
- Phía nam giáp thành phố Hà Nội
- Phía bắc giáp phường Đắc Sơn và xã Minh Đức.

Xã Vạn Phái có diện tích 10,79 km², dân số năm 2021 là 9.246 người, mật độ dân số đạt 856 người/km².

## Lịch sử
Sau năm 1954, địa bàn xã Vạn Phái hiện nay khi đó là xã Hợp Thành thuộc huyện Phổ Yên.
Ngày 7 tháng 4 năm 1974, Bộ Nội vụ ra Quyết định số 136/NV đổi tên xã Hợp Thành thành xã Vạn Phái.
Ngày 15 tháng 5 năm 2015, thành lập thị xã Phổ Yên trên cơ sở toàn bộ diện tích và dân số của huyện Phổ Yên, xã Vạn Phái thuộc thị xã Phổ Yên.
Ngày 10 tháng 4 năm 2022, thành lập thành phố Phổ Yên trên cơ sở toàn bộ diện tích và dân số của thị xã Phổ Yên, xã Vạn Phái thuộc thành phố Phổ Yên như hiện nay.

## Hành chính
Xã Vạn Phái được chia thành 21 xóm: Bãi Chẩu, Bến Chảy 1, Bến Chảy 2, Cơ Phi 1, Cơ Phi 2, Cơ Phi 3, Đồn, Hạ Vụ 1, Hạ Vụ 2, Hạ Vụ 3, Kim Sơn, Nông Vụ 1, Nông Vụ 2, Nông Vụ 3, Nông Vụ 4, Nông Vụ 5,   Tân Cương, Tân Hòa, Trại Cang, Trường Giang, Vạn Kim.